# Jorge Batica
Jorge Batica (en árabe: جورج بطيخه‎ Jurj Battikha; Damasco, Siria Otomana, 1875 - Córdoba, Argentina, 20 de septiembre de 1953) fue un tallista y comerciante sirio naturalizado argentino, que trabajó sobre mármol, metal y madera. Su obra más notable es la Placa Árabe del Centenario, hecha de plata engarzada en mármol esculpido con detalles en oro y financiada por la Sociedad Siria de Córdoba como presente a la provincia homónima en ocasión del Centenario de la Revolución de Mayo. También realizó cofres de mármol y madera, una pila bautismal de mármol para el antiguo Hospital de Niños de Córdoba, marcos de cuadros y placas funerarias; entre ellas una para José Saldes, abuelo materno del cónsul de Siria Abdalá Saadi en San Pedro Norte, y otra para miembros de la familia Saadi en Chepes.

## Biografía
Nació en Damasco en 1875 en la comunidad ortodoxa rum local. Tenía un parentesco con el obispo melquita nacido en Alepo Isidoro Battikha. 
Aprendió los oficios de escultor y herrero en Damasco, donde realizó algunas obras y donde aprendió a tocar el laúd. Emigró a Argentina junto a sus hermanos Elías y Fortunato en 1908; el segundo de los cuales fallecería al poco tiempo en un accidente. Junto a los mismos, fundó la ferretería especializada en herrajes  «Batica Hnos» en Buenos Aires; luego trasladada a Córdoba en la dirección Rivadavia al 314, con la que tuvo cierto éxito comercial.
En septiembre de 1914 se trasladó a San Pedro Norte para realizar la placa funeraria del recientemente fallecido José Saldes. La misma consta de un corazón en la parte central, junto a una cruz y un ancla adornada con uvas.
Se casó con la libanesa también ortodoxa griega y 20 años menor Matilde Haddad en Villa Ballester, hija de un fabricante de alfombras de Beirut, que había recientemente enviudado de su primer marido en altamar y que se encontraba en Buenos Aires proveniente de Egipto, justamente en su luna de miel. La misma conoció a Batica a través de un conocido de su padre, Yunes, que le dio albergue en su casa tras arribar sola a Buenos Aires. Juntos tuvieron 6 hijos: Miguel, Agabe, Edmon, Eduardo y Haydee. El mayor, Miguel, falleció a los 18 años en 1939 en el Hospital de Niños de Córdoba por causa de una parálisis. En agradecimiento por la atención recibida, Batica donó al hospital una pila bautismal de mármol.
Fue tesorero y vocal de la Sociedad Siria de Córdoba y fue de los principales impulsores a que la misma cambiara su denominación por la de Sociedad Sirio-libanesa de Córdoba.
Falleció en Córdoba el 20 de septiembre de 1953. Tras enviudar, Matile se trasladó a vivir al Hotel Las Lomas de Río Ceballos, donde tuvo amistad con la actriz Ada Falcón. Más tarde, regresaría a Beirut, donde fallecería en 1996 a los 103 años de edad.

### Placa Árabe del Centenario
También denominada Gran Placa Árabe de 1910 y Placa Conmemorativa de la Comunidad Siria, fue concebida y financiada por la comunidad sirio-libanesa asentada en Córdoba como un presente a la provincia en ocasión del Centenario Argentino, con especial participación del empresario Moisés José Azize en su planificación. Para realizar la misma, Batica se ausentó de su ferretería dos meses trabajando día y noche en vísperas de la gran fiesta argentina en el año 1910, para cumplir con mi deber ante este país generoso y hospitalario y mis queridos compatriotas, así que lo que hice no es más que parte de mi deber, según declaró en una carta de 1931. Por otro lado, consideraba a la placa un tributo de y a la inmigración a la Argentina en sí misma, por sobre solo de la siria en particular.
La placa es simétrica y de plata y oro engarzados en mármol blanco, con grabaciones en sus costados en árabe y en español alusivas a la Revolución de Mayo y a la colectividad siria en Argentina. En los costados, también está grabado Artista sirio, Jorge Batica; en un lado en español y en el otro en árabe, adornado con laureles que se unen a los bulones que adosan la placa a la pared. En la parte superior, tiene dos laureles esculpidos en mármol con pepitas de oro en cada hoja y el Escudo de Córdoba en el medio de ambos, también con detalles en oro en el torreón. Dentro de la placa, lo que más destaca son la creciente y estrella, adornadas por banderines pequeños y alusivas a la bandera oficial otomana desde las Tanzimat del siglo XIX; junto a la Tugra, parte de la simbología oficial de la Sublime Puerta, que se repite en oro en el mármol inferior dentro de un sol también en oro, con las armas que lo adornan talladas en el mármol. A los costados de la Tugra central, están el Escudo Nacional y nuevamente el Escudo de Córdoba. Su peso es de aproximadamente 200kg. Debido a los bulones que la sujetan a la pared, la placa no debe moverse porque podría quebrarse. El oro vertido en la placa había sido traído por el mismo Batica de Siria.
En el día de su inauguración el 25 de mayo de 1910, la placa fue trasladada desde el Club Unione e Fratellanza de la comunidad italiana en un desfile de carrozas escoltada por las banderas del Imperio Otomano, Italia, España, Rusia y Francia hasta la entonces Casa de Gobierno (hoy Espacio Cultural Museo de las Mujeres), donde fue recibida por el gobernador Félix Garzón, con salvas al viento lanzando los sombreros en dirección a Oriente.
En 2017, la placa fue declarada de interés cultural por la Agencia Córdoba Cultura del gobierno de Córdoba; y en 2018, de interés histórico y artístico por el Congreso Argentino por iniciativa de los diputados Martín Llaryora, Alejandra Vigo y Paulo Cassinerio. En 2021, la Casa Rosada la declaró bien de interés histórico nacional, en un decreto del presidente Alberto Fernández. Durante obras de restauración del edificio donde se encuentra la placa (antiguo Club El Panal y antigua Casa de Gobierno) en 2022, se hizo un acto en su homenaje por iniciativa de organismos provinciales y con la presencia de Abdalá Saadi (cónsul de Siria), Julio Rufeil (cónsul del Líbano), Horacio Manzur (presidente de la Sociedad Sirio-libanesa de Córdoba) y Jorge Yasser (representante de la colectividad palestina). También estuvieron presentes su hija, la concertista Haydee Batica, y su nieta, la historiadora Carina Villafañe Batica; mientras que el embajador de Palestina Husni Abdel Wahed, el obispo Isidoro Battikha y el padre Elías Battikha (familiares lejanos) tuvieron presencia simbólica.